# Scheikunde van A tot Z

## A
acetaat - activeringsenergie - adamantaan - additie - ADP - ADR - aerosol - aggregatietoestand - Agricola - alchemie - alcohol - aldehyde - Alder - alifatische verbinding - alkaan - alkalinebrandstofcel - alkaloïde - alkoxy - alkeen - alkyn - allotroop - amfifiel - amfoteer - amide - amine - analist - analytische scheikunde - anorganische chemie - apolaire verbinding - aromachemicaliën - aromaticiteit - aromatische verbinding - Arrhenius - vergelijking van Arrhenius - arseen(III)oxide - assimilatie - asymmetrisch koolstofatoom - atmosfeer - atomaire-absorptiespectrometrie - atomaire-emissiespectrometrie - atomaire massa-eenheid 
- atoom - atoommassa - atoomnummer - atoomspectroscopie - Avogrado - azeotroop - AZF fabriek

## B
Baekeland - balans - Balard - bananenolie - Base - BASF - benzeenring - Berthollet Claude-Louis - Berthelot Marcellin - Berzelius - bestrijdingsmiddel - bindingsenergie - bindingsorde - biochemie - Black - Boerhaave - Bohr - Borodin - botuline - Boyle - Brand - brandstof - brandstofcel - buffer - Bunsen - buret -- Butenandt

## C
calcinatie - Cannizzaro - capillair - carbonylgroep - carbonzuur - carboxymethylcellulose - carcinogeen - Carothers - CAS nr - Cavendish - CD-MUSIC - chelatie - chemische thermodynamica - chemische tuin - chemoluminiscentie - chemometrie - chiraal centrum - chloor - chloorchemie - chloorhexidine - chloride - citroenzuurcyclus - chromatografie - cis-trans-isomerie - colloïde - commissie WGD - concentratie - conserveermiddel - coördinatiechemie - coördinatieverbinding - copolymeer - coumarinederivaten - covalente binding - curare - Curie - cyaankali - cyanide - cyclische verbinding

## D
Dalton - Davy - Debye - decanteren - deflagratie 
- dendrimeer - destillatie - destillatiefractie - dimeer - dipool - dipoolmoment - dissimilatie - doteren - dow Chemical - drievoudige binding - DSM - dubbele binding - dubbelzout - dynamiet

## E
Ehrlich - EINECS - EINECS-nummer - eiwit - elektrochemie - elektrodepotentiaal - elektrofiele aromatische substitutie - elektrolyse - elektronegativiteit - element - elementenanalyse - ELINCS - emulgator - emulsie - enantiomeer - endotoxine - energie - epimeer - erlenmeyer - ester - ether - eutecticum - explosief - extractie

## F
Faraday - Faradayconstante - farmaceutische industrie - faseleer - fenylgroep - filtratie - fosforescentie - fosgeen - fossiele brandstof - fotochemie - foto-elektrochemie - Franklin - Fraunhoferlijnen - fullereen - functionele groep - fysische chemie

## G
gas 
- gaschromatografie 
- Gay-Lussac 
- gedemineraliseerd water 
- gelchromatografie 
- geleidingsband 
- gel-elektroforese 
- geochemie 
- GE Plastics 
- geschiedenis van het periodiek systeem 
- Constante van Avogadro 
- geurstof 
- gevarenklasse 
- Gibbs 
- giftigheid 
- glucose 
- Gmelin 
- Grignard

## H
Hahn
- halfreactie
- halogeenalkaan
- harden (van vetzuren)
- hardheid van water 
- Hayyan 
- Helmholz 
- van Helmont 
- herkristallisatie 
- van 't Hoff 
- Hoffmann 
- Hofmann 
- hogedrukvloeistofchromatografie 
- holo-enzym 
- hoofdketen 
- hybridisatie 
- hydratatie 
- hydrofiel 
- hydrofoob 
- hydrogenering 
- hydrolyse 
- hydrometer 
- hydroxylgroep 
- hypertoon 
- hypotoon

## I
ijs - ijzer - inductief gekoppeld plasma - infraroodspectroscopie - International Chemical Safety Card - ion - ionbinding - ionenwisselaar - isomeer - isomerisatie - isotoon - isotopentabel (compleet) - isotopentabel (in delen) - IUPAC nomenclatuur

## J
jodium - Johnson

## K
katalysator - katalyse - Kekulé - kernspinresonantie - keton - kettingreactie - kinetiek - kinine - knalgas - kolom - koningswater - koolhydraat - koolstof - koolstofketen - koolwaterstof - koper - kraken - kristallografie - kritisch-punt-droogapparaat - kunststof

## L
laborant - laboratoriumglaswerk - lakmoes - Langmuir - Lavoisier - LD50 - Le Chatelier - legering - Lennard-Jones-potentiaal - Levi - Lewiszuur - Lewis - liebigkoeler - lijst van vergiften - lipofiel - lood - loratadine - lucht - Luminol

## M
maatcilinder 
- MAC-waarde 
- macrocyclische verbinding
- Maillardreactie
- mangaan 
- massagetal 
- massaspectrometrie 
- matrixeffect 
- Mendelejev 
- mengsel 
- metaal 
- metaaloxide
- metallurgie 
- Meyer 
- micel 
- microgolfspectroscopie 
- molair volume 
- molaire massa
- molaliteit 
- molariteit 
- moleculaire dynamica 
- moleculaire massa 
- moleculaire mechanica 
- Molecular Science and Technology 
- molecuul 
- molecuulformule 
- molecuulmodel
- molecuulspectroscopie 
- molfractie 
- monomeer 
- Monsanto 
- Mosander 
- MSDS 
- Mullis 
- Mège-Mouriès 
- Multititerplaat

## N
natron 
- natteboltemperatuur 
- neutronium 
- Newlands 
- nicotine 
- nitrering 
- nitroglycerine 
- Nobel 
- Nobelprijs voor de Scheikunde 
- normaliteit 
- Normann

## O
Oddaprocedé - oleochemie - oligomeer - onedele metalen - ontledingsreactie - ontvlambaar - oplosbaarheidsproduct - oplosmiddel - oplossing - optische isomerie - organische chemie - organische stof - organische synthese - organofosforverbinding - organometaalchemie - Organon - Ørsted - osmotische druk - Ostwald - Ostwaldproces - overgangstoestand - overmaat - oxidatietoestand - oxidator

## P
PAK-verklikker - pancuroniumbromide - Pasteur - Pauling - periodiek systeem - Periodiek Systeem/Elektronenconfiguratie - Geschiedenis van het periodieke systeem - petrischaal - pH - pipet - pipetteerballon - Piranha-oplossing - poeder - polaire verbinding - polarografie - polycondensatie - polymeer - polymeerchemie - polymerisatie - polymorf - polyol - Priestley - Proust - puntgroep - pyknometer

## R
radicaal - radiochemie - radio-isotoop - Ramanspectroscopie - Ramsay - REACH - reactie - reactiemechanisme - reageerbuis - redoxreactie - reductor - regel van Trouton - relatieve aanwezigheid - retort - ricine - ringspanning - rondbodemkolf - röntgenfluorescentiespectrometrie - R- en S-zinnen - R-zinnen - Rutherford

## S
Sabatier 
- sarin 
- schaal van Pauling 
- Scheele 
- scheikunde 
- scheikundige 
- SDS-PAGE 
- SEM
- Senderens 
- SMILES 
- Ernest Solvay 
- Solvay 
- Solvayproces 
- Soxhlet-apparaat 
- spectraallijn 
- spectroscoop 
- spectroscopie 
- Stahl 
- standaardomstandigheden 
- statief 
- steen der wijzen 
- stereo-isomeer 
- stikstof 
- stof 
- stofidentificatienummer 
- stofwisseling 
- stoichiometrie 
- structuurchemie 
- structuurformule
- strychnine 
- sublimatie 
- suspensie 
- synthese 
- S-zinnen

## T
tabun 
- tautomeer 
- tellurische helix 
- tetrachloormethaan
- tetrodotoxine 
- theoretische scheikunde 
- thermische analyse 
- Thermisch verzinken
- thermodynamica 
- thermolyse 
- thermometer 
- thermoplast 
- Thomson 
- tinpest 
- titratie 
- toxine 
- toxische equivalent

## U
Union Carbide - Urey

## V
Vaponastrip 
- vastestofchemie 
- veiligheidsinformatieblad 
- verbranding
- verbinding 
- verestering 
- vergif 
- verzadigde dampdruk 
- verzeping 
- Verzinken
- vetzuur 
- viscositeit 
- vlampunt 
- vloeistofchromatografie  
- vrij elektronenpaar
- vuurwerk

## W
Weizmann 
- wet van Henry
- wet van Hess 
- wet van Nernst 
- Wobbe-index 
- Wolfraam 
- Wollaston 
- Woulfe

## Z
zeep (scheikunde) - zeep (reiniging) - zetmeel - zuurchloride - zuurstof - zwaar water - zouten